# Universität Daugavpils

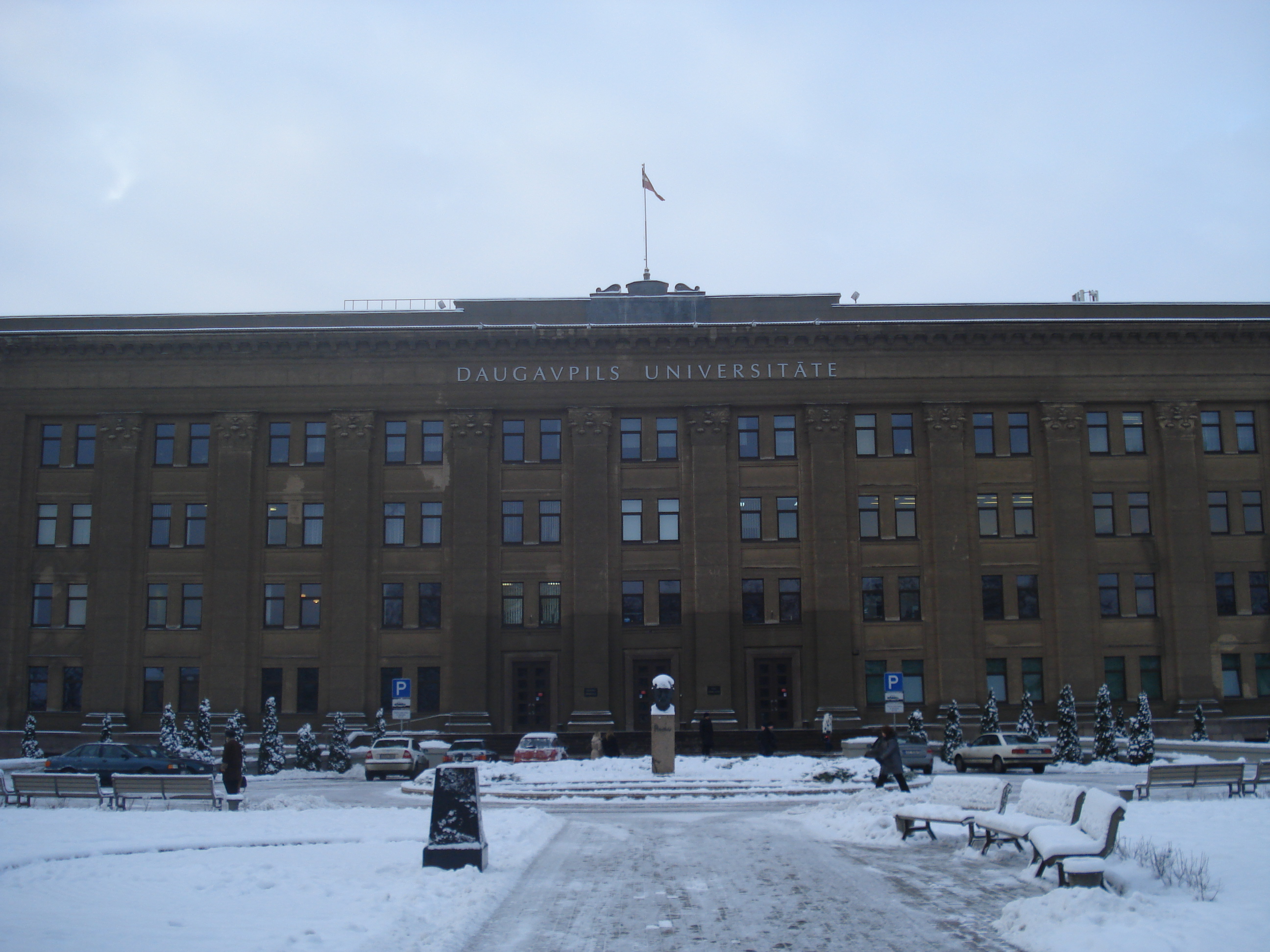
Universität Daugavpils, 2007

Die Universität Daugavpils (lettisch: Daugavpils Universitāte) ist eine von sechs staatlichen Universitäten in Lettland mit Sitz in der Stadt Daugavpils (Dünaburg).
Die Hochschule wurde 1921 als eine Pädagogische Fachschule gegründet, 1952 in Pädagogisches Institut Daugavpils umbenannt, erhielt 1993 eine Anerkennung als Universität (Pädagogische Universität Daugavpils) und 2001 ihren heutigen Namen.

## Fakultäten
Die Universität Daugavpils gliedert sich in 5 Fakultäten:
- Humanwissenschaften
- Sozialwissenschaften
- Naturwissenschaften und Mathematik
- Musik und Bildende Kunst
- Pädagogik und Management

Rektor der Universität ist Professor Arvīds Barševskis.